# Válogatottság
A sportban a válogatottság annak a kifejezése, hogy egy játékos pályára lépett egy nemzetek közti mérkőzésen.
A labdarúgásban csak az lehet egy ország válogatottjának tagja, aki az adott ország állampolgára. A FIFA szabályzata szerint kettős vagy többszörös állampolgárok hivatalos tétmérkőzésen csak egyetlen válogatottban szerepelhetnek életük során, kivéve, ha a játékos maga, vagy édesanyja, édesapja, nagyanyja vagy nagyapja a képviselni kívánt új ország területén született, illetve ha a játékos 18. életévének betöltése után legalább 5 évig folyamatosan az új ország területén élt.

## Válogatottsági rekordok

### Labdarúgás
| Név                 | Ország                  | Időszak   | Válogatottságok |
| ------------------- | ----------------------- | --------- | --------------- |
| Ahmed Haszán        | Egyiptom                | 1996–2012 | 184             |
| Sergio Ramos        | Spanyolország           | 2002–2005 | 180             |
| Mohammed ad-Daía    | Szaúd-Arábia            | 1993–2006 | 178             |
| Claudio Suárez      | Mexikó                  | 1992–2006 | 178             |
| Hossam Hassan       | Egyiptom                | 1985–2006 | 169             |
| Iván Hurtado        | Ecuador                 | 1992–2014 | 168             |
| Iker Casillas       | Spanyolország           | 2000–2016 | 167             |
| Gianluigi Buffon    | Olaszország             | 1997–     | 165             |
| Vitālijs Astafjevs  | Lettország              | 1992–2010 | 165             |
| Cobi Jones          | Egyesült Államok        | 1992–2004 | 164             |
| Mohammed el-Hilajvi | Szaúd-Arábia            | 1992–2001 | 163             |
| Adnán at-Taljáni    | Egyesült Arab Emírségek | 1984–1997 | 161             |

## Idegen elnevezése
A válogatottságot több országban angol megfelelőjével, a cap („sapka”) szóval jelzik. Ez a kifejezés arra utal, hogy régen az Egyesült Királyságban minden labdarúgó válogatott meccsén egy sapkát kapott, amit az edzéseken hordott. A korai években nem volt egységes a labdarúgófelszerelés, így sok játékos sapkát is hordott. Egy korhű illusztráció az 1872-es első válogatott meccsről a skót játékosokat csuklyában, az angolokat egyfajta iskolai sapkában ábrázolta.
A válogatottság ma már nemzetközi fogalom, használják minden sportágban. Sapkát már nem osztanak, de a metafora megmaradt. A játékosokra azt mondják, ha x alkalommal volt válogatott, hogy „x-szeres válogatott”, angolul „capped x times” vagy „earned x caps”.